# Paul Kent
Paul Michael Kent (Auckland, 29 de marzo de 1972) es un deportista neozelandés que compitió en natación. Ganó dos medallas en el Campeonato Mundial de Natación en Piscina Corta de 1995, oro en 4 × 100 m estilos y plata en 100 m braza.

## Palmarés internacional
| Campeonato Mundial en Piscina Corta | Campeonato Mundial en Piscina Corta | Campeonato Mundial en Piscina Corta | Campeonato Mundial en Piscina Corta |
| Año                                 | Lugar                               | Medalla                             | Prueba                              |
| ----------------------------------- | ----------------------------------- | ----------------------------------- | ----------------------------------- |
| 1995                                | Río de Janeiro (Brasil)             | Medalla de oro                      | 4 × 100 m estilos                   |
| 1995                                | Río de Janeiro (Brasil)             | Medalla de plata                    | 100 m braza                         |